# Jordyn Wieber
Jordyn Wieber, née le 12 juillet 1995 à Lansing, est une gymnaste artistique américaine.

## Carrière
Jordyn Wieber remporte une médaille d'or au concours général par équipes lors des championnats du monde à Tokyo avec Gabrielle Douglas, McKayla Maroney, Anna Li, Alexandra Raisman et Sabrina Vega. Elle termine également à la première place du concours général individuel (59.382) à pas grand-chose de la Russe Viktoria Komova (59.349). Aux finales par appareil, elle termine quatrième aux barres, médaille de bronze à la poutre et sixième au sol. 
Jordyn Wieber remporte aux Jeux olympiques d'été de 2012 à Londres la médaille d'or du concours général par équipes féminin avec Gabrielle Douglas, McKayla Maroney, Alexandra Raisman et Kyla Ross. Championne du monde au concours général en 2011, elle n'arrive cependant pas à se qualifier pour le concours général aux Jeux olympiques d'été de 2012, malgré sa 4e place, car les deux Américaines Alexandra Raisman et Gabrielle Douglas arrivent 2e et 3e aux qualifications et seules deux gymnastes d'une même nationalité peuvent participer à une finale (concours général et par agrès) . Elle se qualifie cependant pour le concours au sol mais ne termine que 7e.
Elle apparait avec sa collègue McKayla Maroney dans le clip Up in the Air du groupe Thirty Seconds to Mars.

## Victime d'abus sexuels
Elle révèle en 2018 avoir été victime d'abus sexuels de la part du médecin de l'équipe Larry Nassar. Les viols se dénombreraient par centaines au sein de l'équipe américaine de gymnastique.

## Palmarès

### Jeux olympiques
- Londres 2012
  -  médaille d'or au concours général par équipes.
  - 7e au sol.

### Championnats du monde
- Tokyo 2011
  -  médaille d'or au concours général par équipes.
  -  médaille d'or au concours général individuel.
  -  médaille de bronze à la poutre.
  - 4e aux barres asymétriques.

### Championnats nationaux
- VISA championship 2012
  -  médaille d'or au concours général individuel.
  -  médaille d'argent au sol.
  - 5e à la poutre.
  - 5e aux barres asymétriques.

- VISA championaship 2011
  -  médaille d'or au concours général individuel.
  -  médaille de bronze à la poutre.
  -  médaille de bronze aux barres asymétriques.
  -  médaille de bronze au sol.

### Autres
- American Cup 2009 :
  -  1re au concours général
- American Cup 2011 :
  -  1re au concours général
- American Cup 2012 :
  -  1re au concours général